# 蒙特內哥羅廣播電視台
蒙特內哥羅廣播電視台是蒙特內哥羅的國家廣播電視台，總部位於波德里查。蒙特內哥羅廣播電視台同時提供廣播和電視服務。蒙特內哥羅廣播電視台在2001年7月以共同成員身份加入了歐洲廣播聯盟，並在2006年因蒙特內哥羅獨立而成為完全成員。蒙特內哥羅首次播出電視節目是在1957年。現在蒙特內哥羅廣播電視台提供有3個電視頻道和2個廣播頻率。

## 外部連結
- 官方網站 （页面存档备份，存于）（蒙特內哥羅語）